# Mowgli - Il libro della giungla
Mowgli - Il libro della giungla (Rudyard Kipling's The Jungle Book) è un film diretto dal regista Stephen Sommers. Ispirato ai due romanzi Il libro della giungla e Il secondo libro della giungla di Rudyard Kipling, il film se ne differenzia per l'aggiunta di vari personaggi umani, con conseguente modifica di parte della trama.

## Trama
India, 1874. Un reggimento britannico, con a capo il colonnello Geoffrey Brydon in compagnia della sua figlioletta Katherine "Kitty" e del suo amico Julius Plumford, medico della guarnigione, sta attraversando la giungla, quando si odono in lontananza i ruggiti di una tigre. Nathoo, guida indiana del posto e padre del piccolo Mowgli, di soli cinque anni, spiega che la tigre in questione è Shere Khan, considerato il "Re della Giungla" ostile verso l'uomo perché colpevole di uccidere più animali di quanti se ne possano cibare.
In serata, la carovana si accampa per la notte, ma è qui che Shere Khan sferra il suo primo attacco, seminando panico e morte. Tra le sue vittime si conta anche lo stesso Nathoo, mentre Mowgli, nel caos generale, viene trascinato nella giungla da alcuni cavalli imbizzarriti. Viene ritenuto morto a seguito dell'esplosione della carrozza; il bambino, però, sopravvive all'incidente e comincia a fraternizzare con gli animali che popolano la giungla, inclusa la pantera nera Bagheera, l'orso Baloo e un branco di lupi. 
Vent'anni anni dopo, Mowgli è divenuto un vero e proprio paladino della giungla, al punto che ha oramai abbandonato la sua identità umana. Un giorno, Mowgli insegue una scimmia che gli ha rubato un braccialetto al quale è assai legato, regalatogli da Kitty in giovane età, fino ad un'antica città in rovina abitata dai primati. Mowgli mette piede in una stanza traboccante di innumerevoli tesori e lì si scontra con il famelico serpente Kaa, riuscendo a sconfiggerlo e guadagnandosi il rispetto delle scimmie, il cui sovrano, detto "Re Luigi" in quanto indossa una corona identica all'omonimo re francese Luigi XIV, gli restituisce il bracciale. Poco dopo, uscito dalla città delle scimmie, Mowgli incontra Kitty, cresciuta in una bellissima e seducente donna in visita nella giungla, senza che nessuno dei due sia in grado di riconoscere l'altro. Successivamente, il ragazzo se la vede col sadico capitano William Boone, spasimante di Kitty, e coi suoi uomini, ma viene ferito di striscio al braccio ed è costretto a fuggire. 
Tuttavia, rimasto folgorato da Kitty, Mowgli si decide a rintracciarla nella città umana. Eludendo i soldati a guardia del palazzo, Mowgli entra nelle camere private di Kitty, la quale, dopo un iniziale momento di confusione, identifica in lui il bambino suo amico, grazie al bracciale che lei stessa gli aveva donato. L'arrivo di Boone e i suoi mette in fuga Mowgli, che riesce a fuggire dal palazzo appena in tempo. Comincia un inseguimento per le strade della città, ma molti uomini del posto, vedendo Mowgli braccato, cercano di aiutarlo ostacolando in vari modi i soldati inglesi. Mowgli si ritrova in un vicolo cieco, ed è quasi intrappolato dai soldati, ma fortunatamente riesce ad arrampicarsi con lestezza su una fune incantata da un fachiro.
Ma un ragazzo indiano, che pochi istanti prima si era arrampicato sulla fune si spaventa vedendo Mowgli salire sulla corda a sua volta, e cerca di fermarlo. Mowgli, ignorando le sue proteste, continua a salire e il ragazzo diventa involontariamente un aiuto per lui. Quando lo raggiunge, Mowgli gli mette i piedi sulle spalle e poi in faccia, e così facendo riesce a raggiungere il tetto di un edificio adiacente. Qui all'improvviso riappare Buldeo, che colpisce violentemente la faccia di Mowgli col suo fucile, facendolo cadere a terra privo di sensi. Buldeo riconosce subito la provenienza del pugnale ingioiellato che Mowgli ha con sé.
Alla fine viene catturato da Boone e dai suoi uomini e incarcerato. In cella Boone e i suoi amici picchiano selvaggiamente Mowgli con l'intenzione di estorcergli la verità sulla provenienza del prezioso pugnale che porta con sé, recuperato dalla città delle scimmie. Kitty e il dottor Plumford espongono la loro teoria a Geoffrey in merito a Mowgli e ottengono il suo permesso di educarlo e istruirlo affinché possa essere reintegrato nella società, quindi Mowgli impara in breve a comportarsi al pari di un uomo, criticando al tempo stesso i suoi atteggiamenti assurdi e talvolta irrispettosi nei confronti della natura.
Nel frattempo, Boone e i suoi aiutanti, Wilkins e Harley, discutono del pugnale di Mowgli con il cacciatore Buldeo e il suo braccio destro Tabaqui, scoprendo che esso appartiene alla leggendaria città di Anuman, un mistico luogo costruito secoli prima nel cuore della giungla più fitta presso cui giungevano tesori da ogni parte dell'Asia, finché non fu inghiottito dalla minacciosa e inesplorata selva. Nonostante il gran numero di uomini scomparsi nella ricerca di Anuman, il gruppo di Boone concorda nel servirsi di Mowgli per poter mettere le mani sui tesori dell'antica civiltà.
Tra Mowgli e Kitty, intanto, sboccia un sincero e romantico rapporto, rovinato dall'annuncio ufficiale di Geoffrey riguardo alla proposta di matrimonio di Boone per Kitty. Durante una lussuosa festa, inoltre, Boone e i suoi leccapiedi maltrattano e umiliano talmente tanto Mowgli da spingerlo a scappar via e fare ritorno nella giungla, malgrado le suppliche di Kitty, che subito rifiuta la proposta di Boone dinanzi alla sua crudeltà. 
Geoffrey, allora, ritiene opportuno per la figlia rimandarla in Inghilterra per concederle uno stile di vita sicuramente migliore, così, il giorno seguente, lui e il dottor Plumford si apprestano ad accompagnarla, ma, lungo la strada, la loro carrozza viene assalita da Buldeo e altri nativi. Mowgli interviene appena in tempo per salvare Plumford, al quale affida le cure di Baloo, ferito gravemente da un colpo di fucile, dopodiché piomba da Kitty, che è stata condotta insieme al padre da Boone e i suoi. Mowgli si fa vivo e promette ai malviventi di scortarli ad Anuman, a patto che Kitty e Geoffrey vengano lasciati in pace.
Il mattino dopo, Mowgli si libera dalla prigionia di Boone con l'intercessione di Bagheera, e, nel tentativo di acciuffarlo, Harley sprofonda nelle sabbie mobili, che lo risucchiano. In un secondo momento, dopo che Mowgli aiuta Geoffrey a montare su di un elefante che lo avrebbe riportato in città, soccombe anche Tabaqui, fatto precipitare dal ragazzo in un dirupo. Infine, i restanti Boone, Wilkins, Buldeo e Kitty sopraggiungono ad Anuman, ma i versi vicinissimi di Shere Khan fanno sì che la banda si disperda: Wilkins, terrorizzato dall'approssimarsi della tigre, spara accidentalmente a Buldeo, per poi venire atrocemente divorato dalla belva. 
Boone e Kitty entrano nella città delle scimmie, mentre Mowgli cerca di sfuggire da Buldeo, che aziona per sbaglio una trappola mortale di cui rimane a sua volta vittima. Boone e Kitty capitano nella stanza dei tesori di Anuman, e Mowgli affronta una volta per tutte Boone, avendo la meglio su di lui ed uscendo dal tempio con Kitty. Boone, determinato ad arricchirsi, si riempie le tasche e uno zaino di oro e gioielli vari, ma improvvisamente appare Kaa, che lo scaraventa in acqua; Boone tenta disperatamente di risalire in superficie, ma il peso eccessivo dei tesori glielo impedisce, fino ad essere eliminato definitivamente da Kaa.
A questo punto, Mowgli si ritrova faccia a faccia con Shere Khan, e lo fronteggia così come la giungla gli ha insegnato, dunque la tigre si aquieta ed evita di aggredirlo, vedendo in lui non un usurpatore della natura come gli altri uomini, bensì un suo difensore.
Mowgli e Kitty ritornano alla civiltà, riabbracciando Geoffrey, il dottor Plumford e un guarito Baloo. Nella scena finale, all'interno della tana dei lupi in cui Mowgli è stato allevato, i due si dichiarano reciprocamente il loro amore.

## Produzione
Le riprese del film si sono svolte da marzo 1994 al 18 giugno 1994 in India e USA. Tra i luoghi delle riprese: Jodhpur, Beaufort (Carolina del Sud), Fall Creek Falls State Park e Fripp Island.

## Distribuzione
Il film è stato distribuito in America il 25 dicembre 1994.

## Accoglienza

### Incassi
Il film ha incassato $ 5,129,959 nel suo weekend d'apertura. Alla fine ha incassato $ 43,229,904 nel Nordamerica, a fronte di un budget di $ 27 milioni.

### Critica
Su Rotten Tomatoes ha una valutazione di approvazione dell'80% sulla base di 40 recensioni, con una valutazione media di 6,5 / 10. Il consenso critico del sito recita: "Il libro della giungla di Rudyard Kipling potrebbe non essere così vicino al libro come suggerisce il titolo, ma offre comunque una divertente interpretazione dal vivo di una storia conosciuta in forma animata".
Il film è stato ben accolto per le interpretazioni, l'azione e gli effetti visivi, ma è stato anche rimproverato per l'infedeltà al lavoro di Kipling, anche se il suo nome rimane nel titolo.
Brian Lowry di Variety ha affermato che "Tecnicamente, il libro della giungla è un'enciclopedia di meraviglie, dallo scenario abbagliante (girato in gran parte a Jodhpur, India), dalle registrazioni, dai costumi e dai set, agli animali, che spesso superano le controparti a due zampe. Anche così, il libro potrebbe essere stato più efficace se la sua storia fosse rimasta su una pagina".

## Riconoscimenti
- 1994 - BRIT Award
  - Candidatura per la miglior colonna sonora
- 1995 - Saturn Award
  - Candidatura come miglior film d'azione/di avventura

## Videogioco
Nel 1996 è stato distribuito dalla IBM il videogioco ispirato al film Jungle Book, realizzato dalla Powerhouse Entertainment per Windows.